# Понте (Болоња)
Понте (итал. Ponte) је насеље у Италији у округу Болоња, региону Емилија-Ромања.
Према процени из 2011. у насељу је живело 355 становника. Насеље се налази на надморској висини од 271 м.